# Jalil Mutran

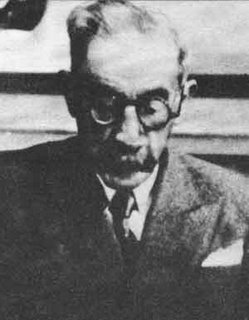
Poeta libanés Khalil Mutran.

Jalil Mutran (Baalbek, Líbano, 1 de julio de 1872 - El Cairo, Egipto 30 de junio de 1949), (en árabe: خليل مطران , transliterado en otros idiomas como Khalil Mutran o Khalil Motran), apodado "El Poeta de los dos países" (Sha’ir al Qutrayn شاعر القطرين), fue un reconocido poeta en lengua árabe, de nacionalidad libanesa y egipcia. El profundo sentido de su poesía es una mezcla entre la tradición de la poesía árabe y los conceptos y estructuras de la poesía occidental, considerándosele estéticamente cercano al modernismo. También escribió libros de historia y tradujo obras literarias internacionales.
Motran defendió la modernización de la literatura y poesía árabe, y fue un pionero en la creación de nuevas tendencias de la poesía fuera de los patrones beduinos tradicionales. Reflejó los tiempos modernos sin comprometer la fuerza de la lengua ni sus expresiones. Fue políticamente nacionalista y participó en los movimientos que se orientaban hacia la independencia de los países árabes (panarabismo), primero frente al Imperio otomano y luego frente al colonialismo francés y británico.

## Biografía
Era hijo de Jalil Abdu Yusuf Mutran (pariente del pachá de Baalbek) y de Malaka Sabbag (procedente de una importante familia palestina de Haifa, su padre había sido consejero del pachá de San Juan de Acre durante el asedio napoleónico).
Estudió en la Escuela del Patriarcado de Beirut (una institución greco-católica). Sus profesores de lengua árabe y literatura árabes fueron los famosos hermanos Khalil Yazigi e Ibrahim Yazigi (Nasif al-Yaziji). En 1890 Mutran emigró a París, donde se influenció por la literatura francesa.
En 1892 se trasladó a Egipto, donde trabajó como periodista en el diario Al Ahram por muchos años. En 1900 publicó su propia revista Al Majalah Al Masriah (La revista de Egipto) y en 1903 el diario Al Jawaneb Al Masriah (Las fronteras de Egipto), desde los que defendió firmemente el movimiento nacionalista de Mustafa Kamil. Además de sus propios poemas, también publicó los de Mahmoud Sami el-Baroudi, importante poeta y político (rab alseif wel qalam رب السيف و القلم , "el señor de la espada y de la pluma"). Durante este período tradujo al árabe mucha literatura internacional, especialmente francesa (Corneille, Racine, Victor Hugo, Paul Bourget) además de varias obras de Shakespeare (no directamente del inglés, sino desde el francés). En 1924 realizó un largo viaje por Siria y Palestina, tras el cual se definió a sí mismo como "un poeta de los países árabes" (شاعر الأقطار العربية). 
Intervino de una manera destacada en la vida económica egipcia, ocupando la secretaría de la patronal agraria y contribuyendo en 1920 a la fundación del Banco de Egipto (Banco Misr بنك مصر ). Tras la muerte de Ahmed Shawqi en 1932, lideró el grupo literario "Apolo". Tuvo gran influencia en la creación del Teatro Nacional de Egipto (Al-Firqa al-Qawmiyya), que dirigió desde 1935. Su papel en la cultura egipcia fue reconocido por el gobierno de ese país al incluirlo en las celebraciones de los grandes pensadores de Egipto junto a literatos como Taha Hussein y Hafez Ibrahim.

## Obra y estilo
Una antología de sus poemas, el Diwan-al-Khalil fue publicada en cuatro volúmenes durante su vida (el primer volumen en 1908).
Su estilo influyó sobre otros poetas de su época, como Ibrahim Al Yazigi, Abo Shadi y los poetas árabes en el oeste. 
Mutran fue un pionero de la modernización de la poesía y la prosa árabes. Sus poemas se caracterizan por una genuina expresión intrapersonal y una sensitiva resonancia musical. Su prosa se alejó de la composición tradicional para crear un nuevo tipo de cuentos árabes con el estilo de los tiempos modernos.
Después de iniciarse bajo el estilo de la poesía tradicional, con el que abarcó gran variedad de temas, sus poemas se centraron posteriormente en temas románticos llenos de imaginación. Además de los temas románticos, Motran aplicó su creatividad a la descripción de la naturaleza, mezclando sus sentimientos y su sensibilidad humanista en sus poemas.
Albert Hourani percibe en sus poemas cómo "las formas y el lenguaje tradicionales no se usan por sí mismos, sino para dar una precisa expresión a la realidad, sea en el mundo externo o en los sentimientos del autor".